# 佐賀アジアドリームズ
佐賀アジアドリームズ（さがアジアドリームズ、Saga Asia Dreams）は、佐賀県を拠点とする日本の独立リーグのプロ野球球団。九州アジアリーグに準加盟し、2024年より一部の公式戦に参加している。リーグ日程表等での略称は「佐賀」。発足当時の球団名は「佐賀インドネシアドリームズ」であったが、2025年1月23日に変更した。

## 概要
発足時点では野球インドネシア代表メンバーを中心に、スリランカやフィリピン出身も含めた計5か国の選手で構成される。選手たちはそれまでの本業を退職してプロ選手として参加する。2024年3月時点の所属選手には日本人も含まれている。
武雄市のひぜしんスタジアムと嬉野市のみゆき球場を本拠地にする。
2023年4月の発足記者会見時点では、球団社長の福原佑二のほかに、元千葉ロッテマリーンズ選手の香月良仁（佐賀県に隣接する福岡県久留米市出身）やペライチ創業者の山下翔一、インドネシア代表やスリランカ代表で監督を務めた野中寿人らが共同代表を務めている。同年11月に、香月は監督を、山下はGMを、それぞれ務めることが明らかにされた。インドネシア本国では国営放送で球団の話題が取り上げられたという。その後も2024年シーズンにはインドネシア、スリランカ、シンガポールから現地大手メディアが取材に訪問し、公式の配信動画へのアクセスは9割が日本国外からとされる。
リーグ準加盟承認当時は2025年の正式加盟を目指していた。初年度シーズン終了後の2024年10月1日に、リーグを取材してきたライターの田尻耕太郎は「来季も準加盟球団としてシーズンに臨む」と記し、その理由として2024年の4倍近い試合数を消化できるだけの体力や経験が選手に不足しているという判断ではないかと述べた。2025年1月23日に球団が開いた同年度の体制発表会で、引き続き準加盟になることを明らかにした。

## リーグでの活動
2023年9月時点では、2024年は準加盟球団として一部の公式戦（報道では「24試合」または「約30試合」）に参加するとしていた。
2024年2月9日に発表されたリーグの公式戦日程では、加盟4球団との間で1カード当たりホーム・ビジター各2試合ずつの合計4試合（総計16試合）を実施する予定（このほかに予備日が各カードで2試合ずつ設定されており、公式戦を予定通り消化した場合には練習試合を実施）。公式戦ホームゲーム開催球場は、ひぜしんスタジアムが4試合、嬉野総合運動公園が2試合、未定が2試合だった。しかし、3月7日に発表された修正版の日程では、対大分B-リングス戦のホームとビジターの日程が入れ替えられ、当初嬉野とされていた佐賀ホームの2試合（および予備日程）の球場は未定となった。その後、5月16日に球場未定だった対北九州下関フェニックス戦2試合が日程変更の上で嬉野となった（対大分戦2試合は日程ともに未定）。6月18日に、未定だった対大分戦2試合がひぜしんスタジアムで8月に開催されることが発表された。これにより主催試合の球場別試合数はひぜしんスタジアムが6試合、嬉野が2試合となった。
2025年1月23日に同年度の体制発表会を開き、席上で24試合を実施する予定と明らかにした。リーグは2月21日に当シーズンの運営体制を発表し、加盟4球団とそれぞれ6試合（ホーム・ビジター3試合）ずつをおこなうことが確定した。2025年の日程では主催12試合をひぜしんスタジアムと嬉野総合運動公園で各6試合ずつ実施する予定である。
なお、公式戦での佐賀所属選手の記録は、個人成績の表彰対象外である。

## 沿革
発足時点で球団社長を務める福原佑二が2018年に野球指導のためインドネシアを訪問した際、野球を教えても現地で続けられる環境がないことを知り、現地での社会人チーム創設や日本の社会人野球や独立リーグへの選手入団も困難なことから自らチームの結成に動いた。この動きには、全日本野球協会会長の山中正竹からも「野球の発展には世界の人口の半分が住むアジアでの普及が必要」と激励を受けた。

### 2023年
- 4月21日 - 球団関係者が熊本市で記者会見を開き、2024年からのリーグ戦参加を表明[9]。この時点では球団名は未決定だった[22]。
- 9月27日 - 九州アジアリーグが準加盟を承認し、2024年に一部公式戦への参加を認めることを発表した[4][13]。
- 11月2日 - 球団名を発表するとともに、武雄市・嬉野市をホームタウンとする協定を両市との間で調印した[8]。また山下翔一がGMを、香月良仁が監督を務めることも明らかにされた[8][11]。

### 2024年
- 3月28日、嬉野市の和多屋別荘で体制発表会を実施した[23][24]。この席で球団ソング『We are DREAMS』も発表された[25]。
- 4月12日、リーグより登録選手と背番号が発表された（監督・コーチは全員選手兼任となる）[26]。登録外選手についてもチームウェブサイトで背番号が掲載されている。
- 4月13日、初のリーグ公式戦となる対宮崎サンシャインズ戦をひぜしんスタジアムで開催（0-17で敗戦、リーグ規程により7回得点差コールド）[27]。試合に合わせて球場周辺でイベントも開かれ、イベントを含めた来場者は3811人を記録した[28]。
- 4月 - 球団運営会社を嬉野市に移転[29]。
- 6月7日、元東京ヤクルトスワローズ選手の水野祐希がコーチに就任することが発表された[30]。7月11日に水野は選手兼任となることが明らかにされた[31]。
- 6月9日の対火の国サラマンダーズ戦で、リーグ初となる完全試合を喫する（スコア0-11、相手投手は松江優作）[32][33]。
- 9月1日に当シーズンの公式戦を終了し、16試合全敗の結果だった[34][35]。なお、練習試合では9月4日の対北九州下関フェニックス戦で勝利をあげている[12]。

### 2025年
- 1月23日、球団名を「佐賀アジアドリームズ」に変更することを発表[3]。同日武雄市内で2025年シーズンの体制発表会を開き、改名の理由についてGMの山下翔一は「アジア全体に野球を普及させるとの思いを強くした」と説明した[14]。
- 3月31日、シーズン開幕3戦目となる対宮崎サンシャインズ戦（武雄市民球場）に8対7で逆転サヨナラ勝ちを収め、リーグ戦参加以来初勝利を挙げる[36]。
- 7月29日、監督の香月に「リーグの定める規定に抵触する行為があった」として公式戦2試合出場停止の処分が下された[37]。

## 運営
球団は、野中寿人らが中心に設立した「NEOアジアプロ野球機構」の傘下団体という位置づけである。球団はインドネシアとの関係を生かした産業活動の仲介（スポーツ関連事業や水産業）を事業としておこない、そこからも資金を得る方針と報じられている。球団社長の福原は、2024年6月の時点で15社のスポンサーが集まり、初年度から黒字の見込みと取材に対して述べている。
共同代表の野口のブログによると、佐賀市の球団事務所の所在地は彼の実家で、インドネシアに母体を持つ球団の事務所を置いているのは、リーグ規定上日本に法人組織を設置することが必須とされているためであるという。
スポンサー企業から無償提供された嬉野市内の集合住宅を選手の宿舎に使用し、食費や光熱費も球団が負担している。その後の報道では選手の生活拠点は和多屋別荘の施設であったとされ、試合や練習のないときには選手が農作業の支援や夏祭りへの参加など地域と交流する機会を持った。リーグ代表の徳丸哲史は、「（引用者注：加盟球団に比較して）試合数が少ない分、地域とふれあう機会が多くなった。こういった活動が必要と感じました」と述べている。
2024年のシーズン終了後の取材に対してGMの山下は、2025年は選手の出身国の数を14 - 15に増やすとともに、選手を育成するファーム組織を発足させる構想を示した。2025年1月23日の同年シーズン体制発表会では、新たにパキスタン・カンボジア・ドイツの選手が加わり、選手の出身は8か国になると説明された。ほかにベトナムやフィリピンからも選手入団について問い合わせがあったとGMの山下は述べている。

## 選手・スタッフ
指導者・選手は
所属選手については当初球団ウェブサイトのみでの発表だったが、公式戦を控えた2024年4月12日にリーグウェブサイトで「開幕登録選手」が公表された。
- ゼネラルマネージャー：山下翔一